# Filippo Maria Pandolfi
Filippo Maria Pandolfi (ur. 1 listopada 1927 w Bergamo, zm. 22 marca 2025 tamże) – włoski polityk i samorządowiec, długoletni deputowany, minister w różnych resortach, w latach 1989–1993 członek Komisji Europejskiej.

## Życiorys
W młodości dołączył do Azione Cattolica, uczestniczył w powołanej w 1944 młodzieżowej organizacji partyzanckiej Fronte della gioventù. Ukończył filozofię na Katolickim Uniwersytecie Najświętszego Serca w Mediolanie. Pracował w branży wydawniczej.
Zaangażował się w działalność Chrześcijańskiej Demokracji. W latach 60. był sekretarzem partii w rodzinnej miejscowości i w prowincji. Wchodził również w skład rady miejskiej Bergamo.
W 1968 po raz pierwszy został wybrany do Izby Deputowanych. Z powodzeniem ubiegał się o reelekcję w pięciu kolejnych wyborach, zasiadając w niższej izbie włoskiego parlamentu nieprzerwanie do 1988 jako poseł V, VI, VII, VIII, IX i X kadencji.
Wielokrotnie pełnił różne funkcje rządowe. W latach 1974–1976 był podsekretarzem stanu w resorcie finansów. Od lipca 1976 do marca 1978 pełnił funkcję ministra finansów, następnie do października 1980 zajmował stanowisko ministra skarbu. W grudniu 1980 staną na czele ministerstwa przemysłu, handlu i rzemiosła, kierował nim do czerwca 1981 oraz ponownie od grudnia 1982 do sierpnia 1983. Objął następnie urząd ministra rolnictwa i leśnictwa, sprawował go do kwietnia 1988.
W grudniu 1988 złożył mandat poselski, w styczniu 1989 dołączył do Komisji Europejskiej, którą kierował Jacques Delors. Członkiem KE pozostał do stycznia 1993, odpowiadając za naukę, badania naukowe, innowację, telekomunikację i społeczeństwo informacyjne.
Odznaczony Orderem Zasługi Republiki Włoskiej I klasy (2003).